# 桂春彦
桂 春彦（かつら はるひこ、1967年5月26日 - ）は、上方の落語家、タレント。和歌山県出身。以前は松竹芸能と板東英二の付き人として芸能事務所オフィスメイワークにも所属していた。本名∶福田 勝彦。
現在は、フリーの落語家として余興などの活動をしている。

## 来歴・人物
1988年2月に3代目桂春團治に入門をし、そのかたわら1991年頃から板東英二の付き人もつとめた。板東が出演している番組にも出演していた（おもに関西ローカル）。明るい真面目な性格だった。
板東の事務所にも所属しタレント活動を展開したが、時間にルーズ、服装が悪いなどのマナーの悪さが原因で、2000年4月に板東の事務所を解雇される。解雇されたことに腹を立て、その年の5月に、仕事から帰ってきた板東に対して「てめぇ!俺を誰だと思ってるんや!!俺が何の悪さをしてクビになったんや?!7億円よこせ!お前のタレント活動も終わりや!!」と7億円を脅し取ろうと恐喝未遂を起こし、さらに、自宅兼事務所の前に駐車していた自転車数台を蹴り倒した。電話で板東に現金の支払いを催促しストーカー行為もおこなったため、5か月後の10月5日に板東が被害届を大阪府警大淀警察署へ提出し、10月14日に恐喝未遂の現行犯で逮捕された。取り調べで「板東さんがほかの人に悪口を言うと思い、腹を立てて恐喝した」と供述した。
年明けの2001年2月3日に板東は大阪府寝屋川市の成田山不動尊で行われた節分祭りに出席し、その後の記者達からの事件に関しての質問に対し「（事件については）私は何もわからんです。検事の方がなさるんとちゃいますか?」と語り明確なコメントを避けた。
2001年3月の判決で、懲役2年、執行猶予3年の有罪の判決を受けた。検察は「心から反省しているか疑問で情状の余地がない」とした。被告人質問を受けた春彦は「板東さんを困らせようとしただけ。金を取るつもりではなかった」と主張。「なぜ何度も金を出せと迫ったのか?」の検察側の質問に「板東さんは「人生に愛はいらん。金や、金!!」と言っていたので、金をめぐる話が一番困ると思った」と主張した。そして判決で裁判官は「要求額が大きいうえ、犯行は執拗、悪質で、被害者の精神的苦痛が大きいが謝罪し反省している」として、執行猶予の付いた判決を言い渡した。
民事面で春彦側は「同被告名義で事務所に残したゴルフ会員権を放棄し、今後板東に対して報復行為を行わない」、板東側も「福田被告（本名）に対して慰謝料請求を放棄する」などの取り決めがされ示談が成立した。
逮捕された頃から「元落語家」と新聞などで表記されるようになったためか、所属先の松竹芸能からも無期限謹慎を言い渡され、芸能界を休業をする。さらに、上方落語協会からも除名された。
判決を聞いた板東は「今回の件は弁護士に任せているので詳しく話せませんが、福田君（本名）にはちゃんと罪を償って欲しいものです。」と真剣な表情でコメント、春彦に対して決別を宣言した（事実上春彦は板東に「芸能界追放」の烙印を押された）。
判決を受けた春彦本人は裁判官から「これからどうするのか?」と聞かれ「落語家としてやり直したい」と語った。
それを聞いた兄弟子の初代桂春之輔（現：4代目桂春團治）は「落語家として再出発させてあげたいし、他の落語家にも話をして手を差し伸べてあげたい」と述べた。春之輔は、春彦を預かり、春彦を付き人修行させることになった。
師匠の春團治と他の兄弟弟子と松竹芸能所属の芸人は、ノーコメントをつらぬいた。
上方落語協会のホームページと、兄弟弟子の3代目桂小春團治と桂春菜（現：3代目桂春蝶）らのホームページに掲載されていた春団治一門の系図からも春彦の名前が削除された。特に兄弟子の小春團治は、事件を起こしたことを許せず、春彦へ対する怒りを込めた思いがあったのか、こは・まつというユニットで「ごめんで済んだら警察いらん!」というCDシングルをリリースし、京阪神地区のレコード店9店舗で限定販売した。
2002年に春團治から破門が解かれ、芸能界復帰を果たしたが、上方落語協会には除名されたままであるため、一門表にも名前が記載されていない。

## 現在
執行猶予も2004年に終わり、本格的に落語家に復帰。現在はテレビ・ラジオ出演などのメディア出演はしておらず、余興などで地道な芸能活動を行っている。松竹芸能にプロフィールが掲載されていたが、削除されている。
現在、春團治一門との共演および松竹芸能所属の芸人・タレントとの共演、さらには上方落語協会に加盟している落語家との共演が不可能になっている。3代目桂春輔への襲名が決まっているが現在襲名時期は未定。

## 出演番組（過去も含む）

### テレビ
- 土曜大好き!830（1987年 - 1997年 関西テレビ・フジテレビ）→土曜ぴーぷる（1997年 - 1998年 関西テレビ・フジテレビ）
- ナイトinナイト（水曜日）・板東英二の水曜は白ごはん（ABCテレビ）

### ラジオ
- 板東英二金曜生BAN BAN（毎日放送ラジオ）